# Daniel Van Buyten
Daniel Van Buyten (n. 7 februarie 1978, în Chimay) este un fost fotbalist belgian, care evolua pe postul de fundaș.
Poreclit 'Big Dan', Van Buyten a fost cunoscut pentru stilul de joc necompromițător, exploatându-și atât puterea fizică cât și abilitățile de joc aerian. Debutând la Sporting Charleroi ca atacant, cariera sa a luat o turnură radicală convertindu-se în fundaș central. Van Buyten a jucat la o serie de cluburi de elită, printre care Olympique de Marseille, Manchester City, Hamburger SV și Bayern München, la care s-a și consacrat. Alături de echipa națională de fotbal a Belgiei a jucat 84 pe durata a 13 ani, reprezentându-și țara la două Campionate Mondiale de Fotbal.

## Palmares

### Club
Hamburger SV
- Cupa UEFA Intertoto: 2005

Bayern München
- Bundesliga: 2007–08, 2009–10, 2012–13, 2013–14
- DFB-Pokal: 2007–08, 2009–10, 2012–13, 2013–14
- DFB-Ligapokal: 2007
- DFL-Supercup: 2010, 2012
- UEFA Champions League: 2012–13

Finalist: 2009–10
- Supercupa Europei: 2013
- FIFA Club World Cup: 2013

### Individual
- UNFP Ligue 1 Team of the Year: 2002–03

## Statistici carieră

### Statistici de club
La 17 august 2014.
|                         |                         |                         | Campionat | Campionat | Cupă            | Cupă            | Cupa Ligii        | Cupa Ligii        | Continental | Continental | Altele  | Altele | Total   | Total  | Ref.          |
| Club                    | Campionat               | Sezon                   | Meciuri   | Goluri    | Meciuri         | Goluri          | Meciuri           | Goluri            | Meciuri     | Goluri      | Meciuri | Goluri | Meciuri | Goluri | Ref.          |
| Belgia                  | Belgia                  | Belgia                  | Campionat | Campionat | Cupa Belgiei    | Cupa Belgiei    | Cupa Ligii        | Cupa Ligii        | Europa      | Europa      | Altele  | Altele | Total   | Total  | Ref.          |
| ----------------------- | ----------------------- | ----------------------- | --------- | --------- | --------------- | --------------- | ----------------- | ----------------- | ----------- | ----------- | ------- | ------ | ------- | ------ | ------------- |
| Cherleroi               | Belgian Pro League      | 1998–99                 | 19        | 1         |                 |                 |                   |                   | —           | —           | —       | —      | 19      | 1      |               |
| Total                   | Total                   | Total                   | 19        | 1         |                 |                 |                   |                   | —           | —           | —       | —      | 19      | 1      | —             |
| Standard Liège          | Belgian Pro League      | 1999–2000               | 28        | 3         |                 |                 |                   |                   | —           | —           | —       | —      | 28      | 3      |               |
| Standard Liège          | Belgian Pro League      | 2000–01                 | 26        | 3         |                 |                 |                   |                   | 2           | 1           | —       | —      | 28      | 4      |               |
| Totaluri                | Totaluri                | Totaluri                | 54        | 6         |                 |                 |                   |                   | 2           | 1           | —       | —      | 56      | 7      | —             |
| France                  | France                  | France                  | Campionat | Campionat | Coupe de France | Coupe de France | Coupe de la Ligue | Coupe de la Ligue | Europa      | Europa      | Altele  | Altele | Total   | Total  | {Ref.         |
| Olympique Marseille     | Division 1              | 2001–02                 | 23        | 2         |                 |                 |                   |                   | —           | —           | —       | —      | 23      | 3      |               |
| Olympique Marseille     | Ligue 1                 | 2002–03                 | 35        | 8         |                 |                 |                   |                   | —           | —           | —       | —      | 35      | 8      |               |
| Olympique Marseille     | Ligue 1                 | 2003–04                 | 18        | 2         |                 |                 |                   |                   | 8           | 1           | —       | —      | 26      | 3      |               |
| Totaluri                | Totaluri                | Totaluri                | 76        | 6         |                 |                 |                   |                   | 8           | 1           | —       | —      | 84      | 8      | —             |
| Anglia                  | Anglia                  | Anglia                  | Campionat | Campionat | FA Cup          | FA Cup          | League Cup        | League Cup        | Europa      | Europa      | Altele  | Altele | Total   | Total  | {Ref.         |
| Manchester City         | Premier League          | 2003–04                 | 5         | 0         | 0               | 0               | 0                 | 0                 | 0           | 0           | —       | —      | 5       | 0      |               |
| Totaluri                | Totaluri                | Totaluri                | 5         | 0         | 0               | 0               | 0                 | 0                 | 0           | 0           | —       | —      | 5       | 0      | —             |
| Germania                | Germania                | Germania                | Campionat | Campionat | DFB-Pokal       | DFB-Pokal       | DFB-Ligapokal     | DFB-Ligapokal     | Europa      | Europa      | Altele  | Altele | Total   | Total  | {Ref.         |
| Hamburger SV            | Bundesliga              | 2004–05                 | 34        | 5         | 1               | 0               | —                 | —                 | 4           | 0           | —       | —      | 39      | 5      | [ 6 ]         |
| Hamburger SV            | Bundesliga              | 2005–06                 | 27        | 2         | 3               | 1               | —                 | —                 | 15          | 2           | —       | —      | 45      | 5      | [ 7 ]         |
| Totaluri                | Totaluri                | Totaluri                | 61        | 7         | 4               | 1               | —                 | —                 | 19          | 2           | —       | —      | 84      | 10     | —             |
| Bayern München          | Bundesliga              | 2006–07                 | 31        | 3         | 3               | 0               | 2                 | 0                 | 10          | 2           | —       | —      | 46      | 5      | [ 8 ]         |
| Bayern München          | Bundesliga              | 2007–08                 | 19        | 1         | 4               | 1               | 1                 | 0                 | 3           | 1           | —       | —      | 27      | 3      | [ 9 ]         |
| Bayern München          | Bundesliga              | 2008–09                 | 18        | 3         | 2               | 0               | —                 | —                 | 5           | 1           | —       | —      | 25      | 4      | [ 10 ]        |
| Bayern München          | Bundesliga              | 2009–10                 | 31        | 6         | 5               | 2               | —                 | —                 | 12          | 1           | —       | —      | 48      | 9      | [ 11 ]        |
| Bayern München          | Bundesliga              | 2010–11                 | 21        | 2         | 3               | 0               | —                 | —                 | 5           | 0           | 0       | 0      | 39      | 2      | [ 12 ]        |
| Bayern München II       | 3. Liga                 | 2010–11                 | 1         | 0         | —               | —               | —                 | —                 | —           | —           | —       | —      | 1       | 0      | [ 12 ]        |
| Bayern München II       | Regionalliga Süd        | 2011–12                 | 1         | 0         | —               | —               | —                 | —                 | —           | —           | —       | —      | 1       | 0      | [ 13 ]        |
| Bayern München          | Bundesliga              | 2011–12                 | 13        | 4         | 2               | 0               | —                 | —                 | 7           | 0           | —       | —      | 22      | 4      | [ 13 ]        |
| Bayern München          | Bundesliga              | 2012–13                 | 13        | 0         | 4               | 0               | —                 | —                 | 6           | 0           | 0       | 0      | 23      | 0      | [ 14 ]        |
| Bayern München          | Bundesliga              | 2013–14                 | 12        | 1         | 3               | 0               | —                 | —                 | 2           | 0           | 1       | 0      | 18      | 1      | [ 15 ] [ 16 ] |
| Total Bayern München    | Total Bayern München    | Total Bayern München    | 158       | 20        | 26              | 2               | 3                 | 0                 | 50          | 5           | 1       | 0      | 250     | 32     | —             |
| Total Bayern München II | Total Bayern München II | Total Bayern München II | 2         | 0         | —               | —               | —                 | —                 | —           | —           | —       | —      | 2       | 0      | —             |
| Total carieră           | Total carieră           | Total carieră           | 375       | 40        | 30              | 3               | 3                 | 0                 | 79          | 9           | 1       | 0      | 488     | 52     | —             |

### Goluri internaționale
| #   | Data              | Stadion                           | Oponent    | Scor | Rezultat | Competiția                                             |
| --- | ----------------- | --------------------------------- | ---------- | ---- | -------- | ------------------------------------------------------ |
| 1.  | 24 martie 2001    | Hampden Park, Glasgow             | Scoția     | 2–2  | 2–2      | Calificările pentru Campionatul Mondial de Fotbal 2002 |
| 2.  | 30 martie 2005    | Stadio Olimpico, Serravalle       | San Marino | 2–1  | 2–1      | Calificările pentru Campionatul Mondial de Fotbal 2006 |
| 3.  | 7 septembrie 2005 | Olympisch Stadion, Antwerp        | San Marino | 8–0  | 8–0      | Calificările pentru Campionatul Mondial de Fotbal 2006 |
| 4.  | 6 septembrie 2006 | Republican Stadium, Erevan        | Armenia    | 1–0  | 1–0      | Preliminariile Campionatului European de Fotbal 2008   |
| 5.  | 11 februarie 2009 | Cristal Arena, Genk               | Slovenia   | 1–0  | 2–0      | Meci amical                                            |
| 6.  | 11 februarie 2009 | Cristal Arena, Genk               | Slovenia   | 2–0  | 2–0      | Meci amical                                            |
| 7.  | 9 septembrie 2009 | Republican Stadium, Yerevan       | Armenia    | 1–2  | 1–2      | Calificările pentru Campionatul Mondial de Fotbal 2010 |
| 8.  | 7 septembrie 2010 | Șükrü Saracoğlu Stadium, Istanbul | Turcia     | 1–0  | 2–3      | Preliminariile Campionatului European de Fotbal 2012   |
| 9.  | 7 septembrie 2010 | Șükrü Saracoğlu Stadium, Istanbul | Turcia     | 2–2  | 2–3      | Preliminariile Campionatului European de Fotbal 2012   |
| 10. | 11 noiembrie 2011 | Stade Maurice Dufrasne, Liège     | România    | 1–0  | 2–1      | Meci amical                                            |